# Stephanie Lüning

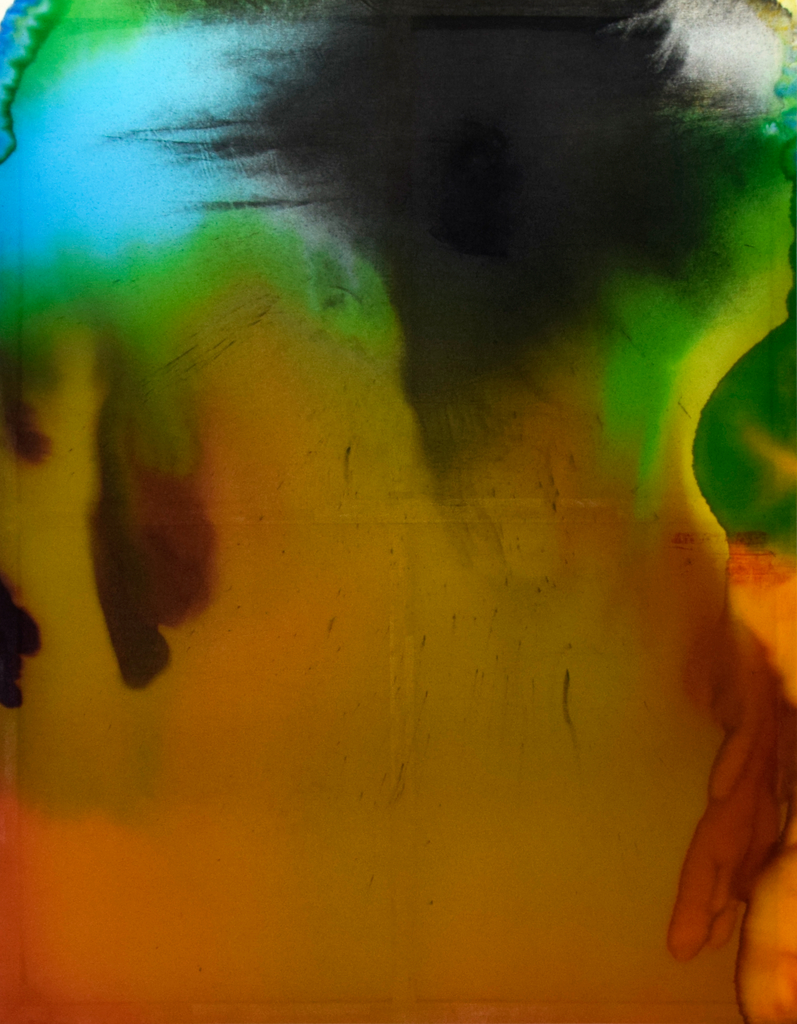
Stephanie Lüning, Sixtinische Madonna nach Raffael, 2017.

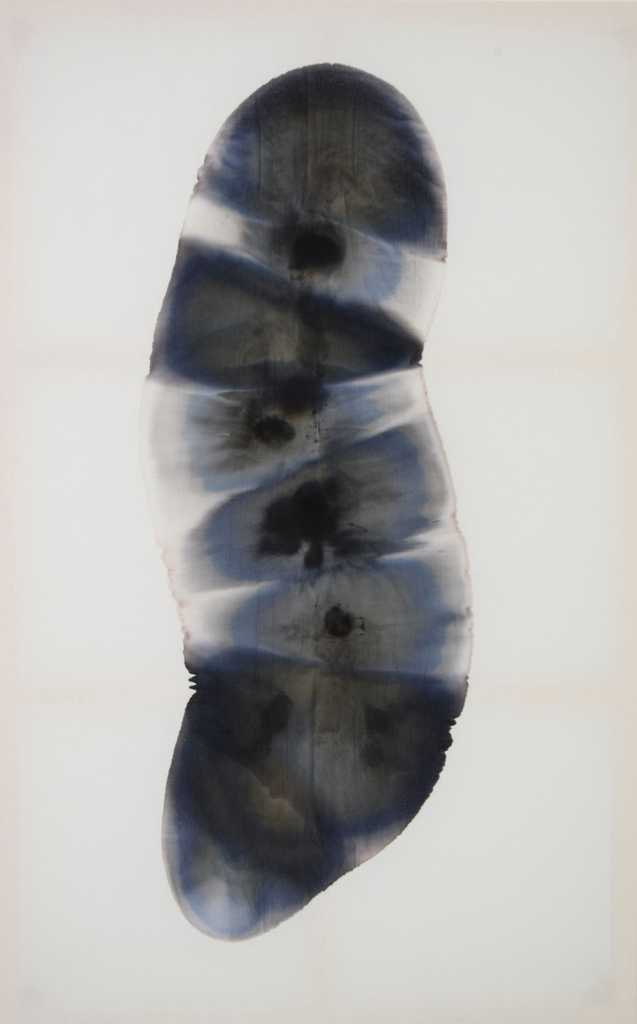
Stephanie Lüning, You, 2017.

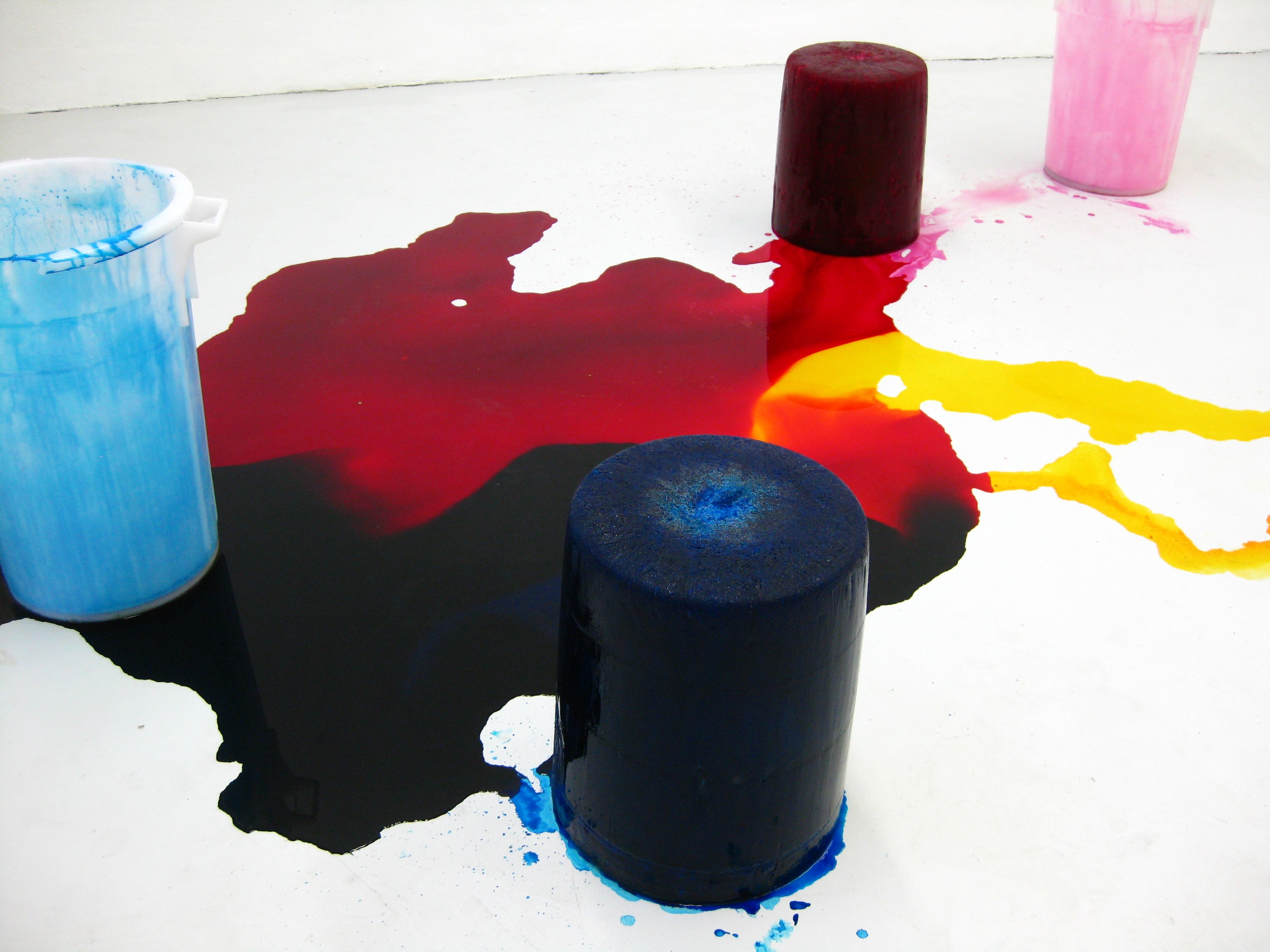
Stephanie Lüning, Farbraum I, 2010.

Stephanie Lüning, Schauminsel, 2012.

Stephanie Lüning (* 1978 in Schwerin) ist eine zeitgenössische deutsche Künstlerin.

## Leben
Stephanie Lüning absolvierte von 1995 bis 1998 eine Lehre als Schrift- und Grafikmalerin. Von 2002 bis 2007 studierte sie Theatermalerei an der Hochschule für Bildende Künste Dresden und schloss von 2008 bis 2012 ein Studium im Fachbereich Kunst bei Christian Sery und Eberhard Bosslet an. Von 2014 bis 2016 war Stephanie Lüning Meisterschülerin bei Ulrike Grossarth.
Lüning lebt in Dresden und hat einen Sohn.

## Werk
Lüning untersucht innerhalb ihrer Werke, mittels unterschiedlicher Materialien und ungewohnter Medien, die Gattungsgrenzen der Malerei. Durch ihre Arbeit und den daraus resultierenden Ergebnissen wird der Entstehungsprozess einer Malerei oder einer Skulptur sichtbar. Lünings Arbeiten sind Prozess-orientiert und bewegen sich zwischen totaler Kontrolle während eines Versuchsaufbaus und der absoluten Abgabe an den angestoßenen Prozess selbst. Sie experimentiert u. a. mit farbigem Schaum, Seifenblasen und Eisblöcken, untersucht Gewässer auf deren formende Besonderheiten und überlässt dabei dem Zufall eine bedeutende Rolle im künstlerischen Prozess. Bei ihren, oft temporär angelegten, Werken schmelzen bunte Eisblöcke über aufnehmendem Papier oder quellen farbige Schaummaßen über ganze Parkdecks und hinterlassen vergängliche Farbskulpturen.
Einzelne Werkgruppen ihrer Malereien basieren auf Fotografien, die sie entweder direkt vor Ort gemacht hat, farbechten Fotos originaler Gemälde oder auf unzähligen fotografischen Motiven aus dem Internet. Durch den Entstehungsprozess ihrer Malereien werden diese Fotos abstrahiert sowie transformiert.

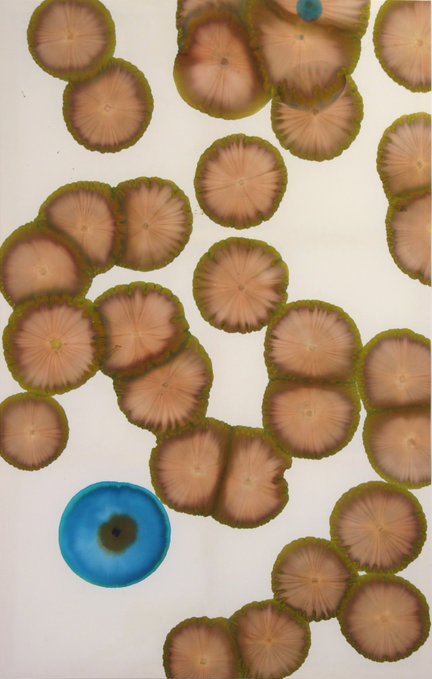
Stephanie Lüning, collectivity painting no. IV, 2018.

Mit der Einladung zur ersten Europäischen Kinderbiennale – einer Kooperation der National Gallery Singapore und den Staatlichen Kunstsammlungen Dresden – entwickelte Lüning das Konzept der interaktiven Collectivity Paintings. In dieser Werkgruppe beschäftigt sich die Künstlerin mit der bewussten Kontrollabgabe an den malerischen Prozess selbst, indem sie die Besucher der Kinderbiennale aufforderte, aktiv in den Entstehungsprozess der Gemälde einzugreifen und selbsttätig künstlerische Entscheidungen zu treffen.
Lünings Bewerbung um den Gabriele Münter Preis 2025 zeigte mit einer Nominierung für die Longlist im November 2024 Erfolg.

## Einzelausstellungen (Auswahl)
- 2019: Ich & die Anderen, Galerie Gebr. Lehmann, Dresden
- 2018: Heimspiel, Dezernat 5. Galerie für aktuelle Kunst, Schwerin
- 2018: Amorphoids, Hammond Harkins Galleries, Columbus, Ohio, USA
- 2017: „ …the answer is blowing in the wind…“, Bruno-Paul-Haus, Hellerau, Dresden
- 2017: Coincidence (mit Johanna Rüggen), Galerie Gebr. Lehmann, Dresden
- 2017: I Dream in Color, Hammond & Harkins Galleries, Columbus
- 2015: Colored Gallery, Schau Fenster, Berlin

## Projekte
- 2018: Painting action, performance, Columbus Arts Festival at the CAC, Columbus, Ohio, USA
- 2017: Aktion für Flüsse, Seen, Meere und Ozeane:Lower Red Lake, MN, USA / Atlantic Ocean, NJ, USA / Rhein, Köln / Atlantic Ocean, Porto, Portugal / Zufluß zum Schaalsee, MV, Deutschland
- 2016: Aktion für Flüsse, Seen, Meere und Ozeane: Elbe, Dresden / Neisse, Görlitz / Oder, Wroclaw / Breslau / English Channel, England

## Gruppenausstellungen (Auswahl)
- 2019: Postcard Reloaded, Europäischer Kunstverein und Kunstraum Potsdam c/o Waschhaus[3]
- 2018: Textiles. Eine Satelliten-Ausstellung in Kooperation mit dem Kunstgewerbemuseum Dresden, Galerie Gebr. Lehmann, Dresden
- 2018: Dreams & Stories. Die Kinderbiennale 2018, Staatliche Kunstsammlungen Dresden / National Gallery Singapore, Dresden
- 2018: Heimspiel, Dezernat 5. Galerie für aktuelle Kunst, Schwerin
- 2018: Aufbruch und Neuanfang #1, Altana Galerie der TU Dresden, Dresden
- 2017: Freimütig, Galerie Gebr. Lehmann, Dresden
- 2017: Small & Wonderful, Hammon Harkins Galleries, Columbus, Ohio
- 2017: unterwegs. metamorphosis – the human stories. mit Mariana Smit (USA), Eva Harut (Armenien), Senatssaal, HfBK Dresden, Dresden

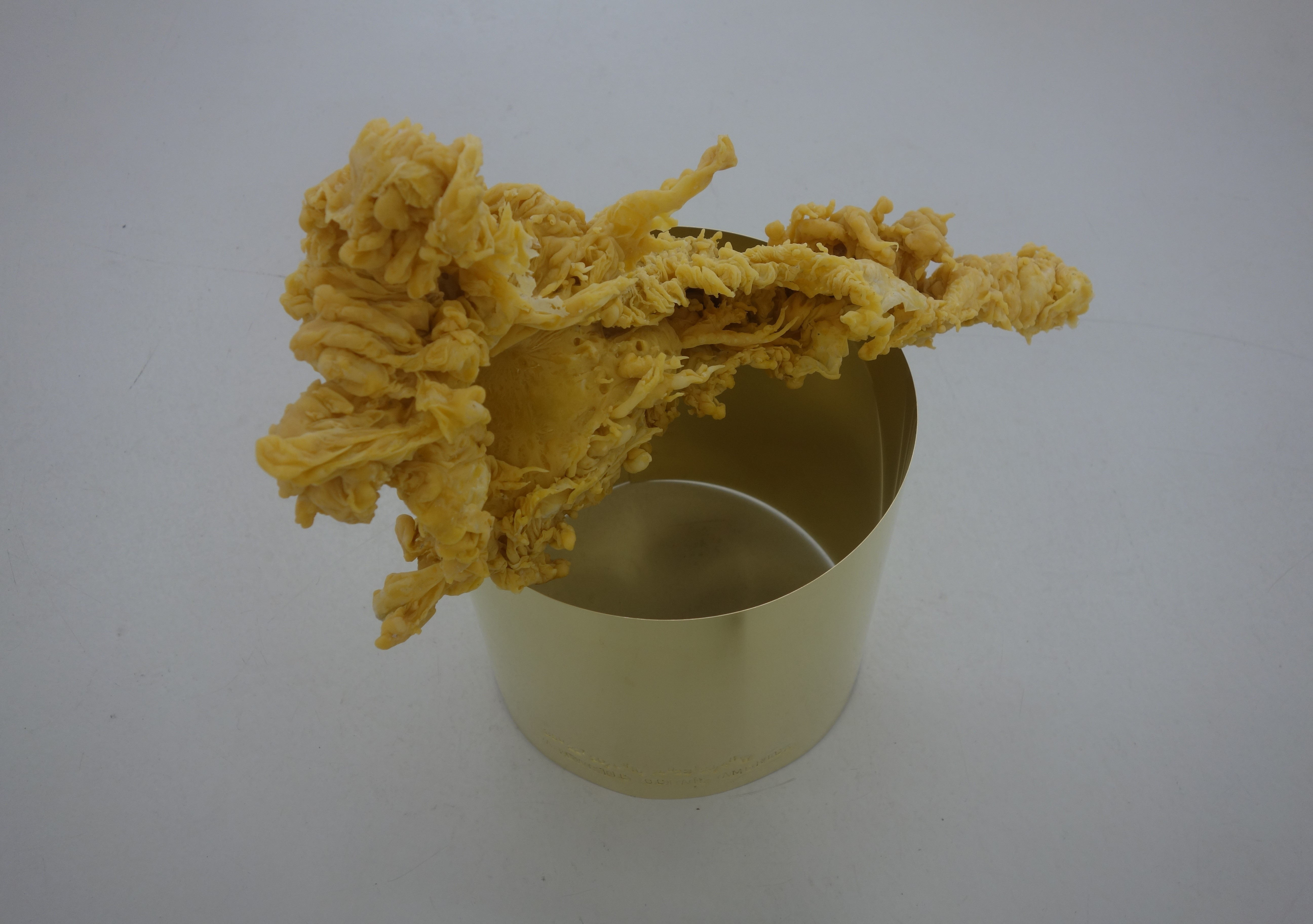
Stephanie Lüning, 39°22'50.8"N, 74°23'28.4"W, 2017.

- Stephanie Lüning, 39°22'50.8"N, 74°23'28.4"W, 2017.2017: Ostrale 2017, Ostrale, Dresden
- 2017: The Group, Hammond Harkins Galleries, Columbus, Ohio
- 2017: Schauminsel, Sichtbar – Kunst im öffentlichen Raum, Händelfestspiele 2017, Halle
- 2017: Ohne Hinzuschauen! No Cube. Schau- und Atelierraum für Kunst und Medien, Münster
- 2017: Metamorphosis–Part II, Stockton University, Galloway, New Jersey
- 2017: Noyes Garage Event, AC and Osprey, Galloway, New Jersey
- 2016: MAG Home, Red Base Foundation, Yogyakarta, Indonesia
- 2016: how hard can it be, Galerie Gebr. Lehmann, Dresden
- 2016: Nach Wroclaw / Do Wroclaw, Museum Wspolczesne, Wrocław
- 2016: Metamorphosis–Part I, Aslamazyan Sisters Museum, Gyumri, Armenia
- 2016: work out, curated project by Prof. Kasahara, HfBK Dresden, Dresden
- 2016: DCA – Groupshow, Frieseneck, Dresden
- 2015: LOT, Galerie Ursula Walter, Dresden
- 2015: My Car, HBF Schauraum, Münster